# Penelopy (film)
Penelopy – polski film psychologiczno-obyczajowy z 1988 roku w reż. Bohdana Poręby. 

## Opis fabuły
PRL połowy lat 80. Tytułowe „Penelopy” to trzy żony marynarzy. Są to atrakcyjne kobiety, żyjące w luksusie, młode jeszcze kobiety, którym dzięki zarobkom ich mężów nie brak niczego poza ich mężami. Pełne wyczekiwania i tęsknoty miesiące przeplatane są zaledwie dwutygodniowymi okresami wspólnego życia. Przypadkowe spotkanie trzech przyjaciółek z dziennikarzem radiowym poszukującym w noc sylwestrową ciekawych tematów, staje się okazją dla każdej z nich do osobistych zwierzeń, a te ukazują obraz w gruncie rzeczy kobiet nieszczęśliwych i samotnych – tytułowych „Penelop” wyczekujących swoich „Odyseuszy”. 

## Obsada aktorska
- Jana Švandová – Magdalena (dubbing Jolanta Wołłejko)
- Eva Vejmělková – Beata Zawada (dubbing Hanna Kiss)
- Monika Marciniak – Bożena Pawlak
- Stanisław Niwiński – Piotr, mąż Magdy
- Marek Wysocki – Mirek Zawada, mąż Beaty
- Włodzimierz Adamski – Bronek Pawlak, mąż Bożeny
- Zygmunt Malanowicz – dziennikarz radiowy
- Jerzy Molga – kapitan
- Andrzej Dębski – artysta, były narzeczony Beaty
- Andrzej Precigs – Krzyś, przyjaciel Bożeny
- Wiesława Mazurkiewicz – Zofia, ciotka Magdy
- Teresa Szmigielówna – matka Beaty
- Juliusz Lisowski – starszy pan w pociągu
- Ferdynand Matysik – niemiecki kierowca
- Tadeusz Teodorczyk – taksówkarz
- Tomasz Zaliwski – szyper w porcie
- Magdalena Celówna – sąsiadka w hotelu
- Mieczysław Janowski – dowódca kutra WOP-u
- Paulina Okonek – Paulinka, córka Magdaleny i Piotra
- Jerzy Cnota – pijak w barze zaczepiający Bożenę

i inni.